# Dolenja vas pri Čatežu
Dolenja vas pri Čatežu je naselje v občini Trebnje.
Dolenja vas pri Čatežu je gručasta vasica sredi razgibanega valovitega sveta jugovzhodno od Čateža nad izvirom Močilnice, ki teče po ozki dolini v Vejar. Hiše stojijo na obeh straneh stranske ceste, ki se nad naseljem odcepi od ceste Velika Loka – Čatež proti Rojam. Na severozahodu je razgledni Zaplaz, na jugozahodu hrib Nišče (471 m) z nekaj hišami,  k naselju pa spada tudi turistična kmetija Obolnar ob Mirni, kjer je bil nekdaj mlin. V okolici so na prisojah polja, sadovnjaki sliv in vinogradi, na osojah pa pašniki in gozd, v katerem prevladujejo bukve, hrasti, kostanji in macesni. Le še redki se ukvarjajo s kmetijstvom, nekateri pa tudi s čebelarstvom. Razgibano gričevje nudi obilo možnosti za sprehode in kolesarjenje, pa tudi počitek, kar daje ugodne pogoje tudi za delovanje edinega Centra šolskih in obšolskih dejavnosti v občini Trebnje, Doma čebelice, ki letno v povprečju gosti 7000 otrok iz vse Slovenije, pa tudi iz tujine.